# شورش القاعده در یمن
شورش القاعده در یمن، یک درگیری مسلحانه مداوم بین دولت یمن، ایالات متحده آمریکا و متحدان آنها و هسته‌های وابسته به القاعده در یمن و نیز بخشی از جنگ علیه تروریسم است.
سرکوب دولت علیه هسته‌های القاعده، در سال ۲۰۰۱ آغاز شد و تا ۱۴ ژانویه ۲۰۱۰، زمانی که دولت یمن، اعلام جنگ علنی، علیه القاعده کرد، به‌طور پیوسته افزایش یافت. علاوه بر نبرد با القاعده در چندین استان، دولت یمن، مجبور شد با شورشیان شیعه حوثی در شمال و شبه‌نظامیان جدایی‌خواه در جنوب مبارزه کند. نبرد با القاعده، در جریان انقلاب ۲۰۱۱ یمن تشدید شد و جهادگرایان، بیشتر استان ابین را تصرف و آن را امارت اعلام کردند. موج دوم خشونت، در اوایل سال ۲۰۱۲ آغاز شد و شبه‌نظامیان، در بحبوحه نبرد سنگین با نیروهای دولتی، قلمرو خود را در سراسر جنوب غرب، مدعی شدند.
در ۱۶ سپتامبر ۲۰۱۴، پس از هجوم جنگجویان حوثی به صنعا و برکناری رئیس‌جمهور موقت، منصور هادی، یک جنگ داخلی تمام عیار آغاز شد و دولت یمن بین دولت به رسمیت شناخته شده رئیس‌جمهور هادی توسط سازمان ملل و دولت تازه تأسیس شورای عالی سیاسی حوثی‌ها مورد مناقشه قرار گرفت. این جنگ داخلی تمام عیار، منجر به ظهور اسلام‌گرایان القاعده و داعش، شورشیان حوثی و جدایی‌خواهان یمن جنوبی شد.